# Friedrich Wilhelm Heithecker
Friedrich Wilhelm Heithecker (* 20. Juli 1804 in Paderborn; † 13. Februar 1881 ebenda) war ein deutscher Historien- und Porträtmaler der Düsseldorfer Schule.

## Leben
In den Jahren von 1821 bis 1828 studierte Heithecker Malerei an der Kunstakademie Düsseldorf. Dort waren Peter Cornelius, Wilhelm Schadow und Theodor Hildebrandt seine Lehrer.

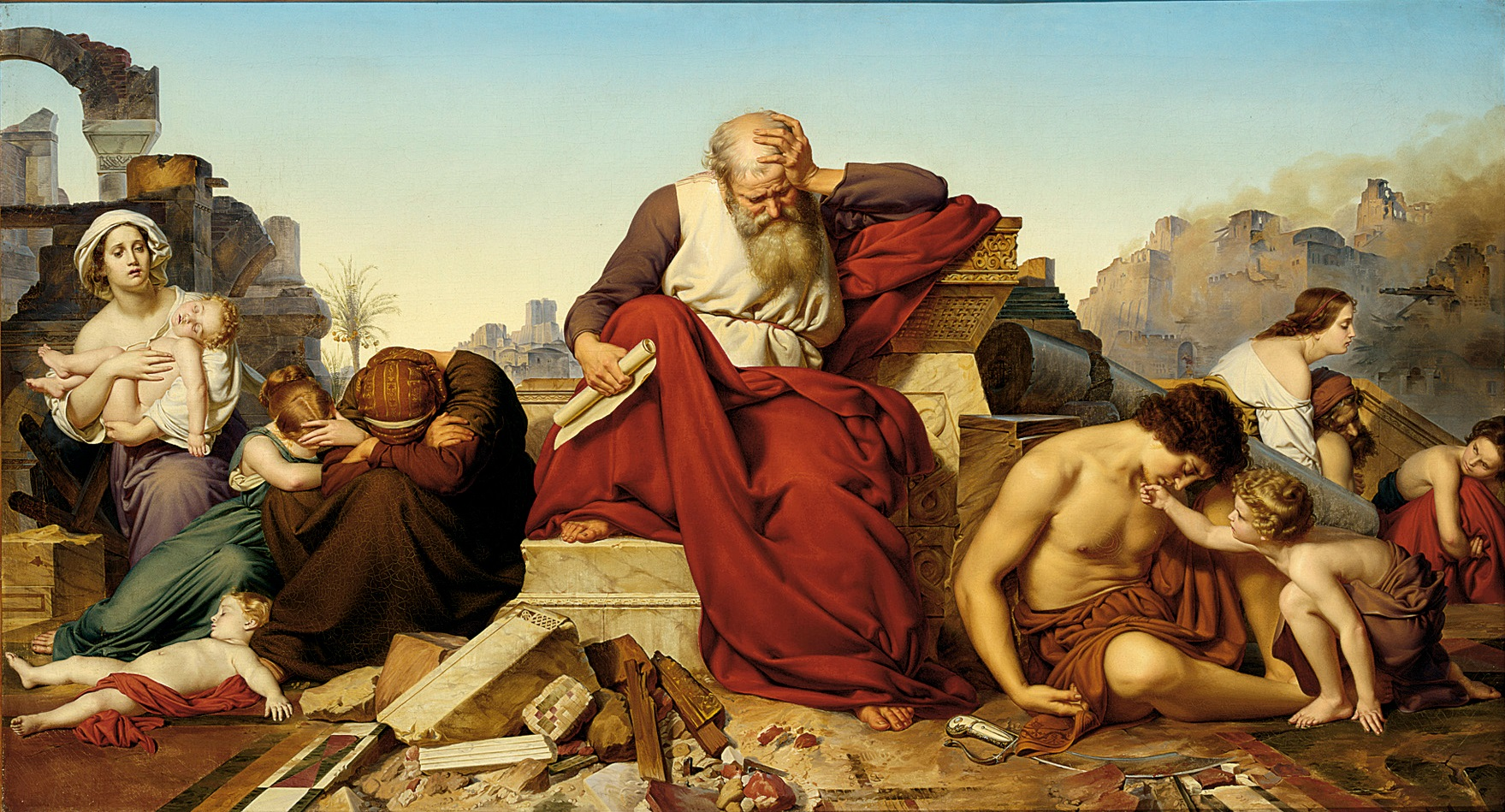
Jeremias auf den Trümmern Jerusalems, Kopie nach Eduard Bendemann, 1835

1828 schuf er für die Franziskanerkirche seiner Vaterstadt drei Altargemälde, Christus am Kreuze, den Jünger Johannes und eine Maria. 1829 malte er eine Allegorie des Ackerbaus für eine Supraporte des Regierungsgebäudes Aachen. 1830 trat er durch einen König David mit Harfe in Erscheinung. Erneut für die Paderborner Franziskanerkirche schuf er 1833 eine Hl. Clara. Nach Eduard Bendemann kopierte er 1834 dessen Gemälde Die trauernden Juden im Exil, welches Bendemanns Vater in Berlin erwarb, ebenso wie eine Kopie des Jeremias auf den Trümmern Jerusalems im Jahr 1835, die Heithecker zunächst für den Kunstverein für die Rheinlande und Westfalen gemalt hatte. Beide Kopien bezeichnete Rudolf Wiegmann 1856 als „sehr gelungen“. In den Jahren von 1831 bis 1835 malte er außerdem etwa zwanzig Bildnisse. Ein Porträt, das er von seinem Kommilitonen Johann Peter Hasenclever schuf, wird auf einen Zeitraum um das Jahr 1840 datiert.
1837 gehörte Heithecker neben Johann Wilhelm und Gustav Preyer sowie Friedrich Joseph Porcher zu den „Anhängern von Cornelius“, die nach München reisten. 1838 folgten ihnen Johann Peter Hasenclever, Gisbert Flüggen, Wilhelm Joseph Heine und Anton Greven. 1840 bis Ostern 1841 war er als Zeichenlehrer am Pädagogium Kloster Unserer Lieben Frauen in Magdeburg tätig.
Der Kunstschriftsteller Wolfgang Müller von Königswinter zählte Heithecker 1854 in seinem Werk über die Düsseldorfer Schule zu einer „Gruppe der eklektischen Maler im biblischen Sinne (…), die sich gerade nicht besonders ausgezeichnet haben“. Diese hätten „die Schule verlassen, ohne anderwärts glücklicher zu sein“.
In Paderborn gehörte Heithecker zu den Mitgliedern der Freimaurerloge „Zum hellflammenden Schwerdt“.